# Hollandia autópályái

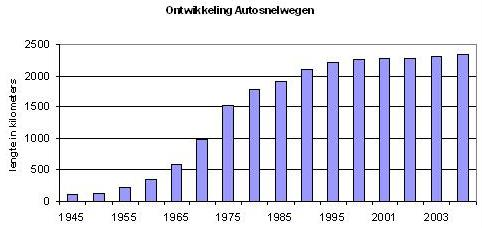
Az autópályák hossza km-ben

Ez a lap Hollandia autópályáit részletezi.

## Az autópályák
- A1: Amszterdam – Hilversum – Amersfoort – Apeldoorn – Deventer – Hengelo –  Németország
- A2: Amszterdam – Utrecht – ’s-Hertogenbosch – Eindhoven – Weert – Geleen – Maastricht –  Belgium
- A4: Amszterdam – Schiphol – Leiden – Hága – Delft
- A5: Hoofddorp – Badhoevedorp
- A6: A1 – Almere – Lelystad – Emmeloord – Joure
- A7: Zaanstad – Purmerend – Hoorn – Afsluitdijk – Sneek – Heerenveen – Drachten – Groningen – Hoogezand – Winschoten – Nieuweschans
- A8: Amszterdam – Zaanstad
- A9: A2 – Amstelveen – Haarlem – Beverwijk – Alkmaar
- A10: Amszterdam-körgyűrű
- A12:  Németország – Zevenaar – Arnhem – Ede – Utrecht – Gouda – Zoetermeer – Hága
- A13: Hága – Rotterdam
- A15: Europoort – Rotterdam – Dordrecht – Gorinchem – Tiel – Nimègue
- A16: Rotterdam – Dordrecht – Breda –  Belgium
- A17: Moerdijk – Roosendaal
- A18: Zevenaar – Doetinchem – Varsseveld
- A20: Gouda – Rotterdam – Vlaardingen – Maassluis
- A22: IJmuiden – Beverwijk
- A27: Breda – Gorinchem – Utrecht – Hilversum – Huizen – Almere
- A28: Utrecht – Amersfoort – Harderwijk – Zwolle – Meppel – Hoogeveen – Assen – Groningen
- A29: Rotterdam – Dinteloord
- A30: Barneveld – Ede
- A31: Harlingen – Leeuwarden
- A32: Meppel – Steenwijk – Heerenveen – Akkrum
- A35: Enschede – Hengelo – Almelo
- A37: Hoogeveen – Emmen
- A44: Wassenaar – Leiden – Nieuw-Vennep
- A50: Eindhoven – Oss – Wijchen – Arnhem – Apeldoorn – Zwolle
- A58: Eindhoven – Tilburg – Breda – Roosendaal – Bergen op Zoom – Goes – Middelbourg – Flessingue
- A59: Hellegatsplein – Moerdijk – Waalwijk – ’s-Hertogenbosch – Oss
- A65: Tilburg – Berkel-Enschot
- A67:  Belgium – Eindhoven – Venlo –  Németország
- A73: A50 – Nimègue – Venlo
- A74: A67 – Venlo – A73 –  Németország
- A76:  Belgium – Stein – Geleen – Hoensbroek – Heerlen –  Németország
- A77: Boxmeer –  Németország
- A79: Maastricht – Heerlen
- A200: Zwanenburg-Oost – Haarlem-Oost
- A208: Velsertunnel (A22) – Haarlem
- A256: Goes – A58
- A261: Tilburg – Loon op Zand
- A270: Eindhoven – Helmond
- A325: Arnhem – Nimègue
- A326
- A348: Arnhem – Dieren